# Sydney-Breitkopfotter
Die Sydney-Breitkopfotter (Hoplocephalus bungaroides) ist eine Schlangenart aus der Familie der Giftnattern (Elapidae) und zählt zur Gattung der Breitkopfottern (Hoplocephalus).

## Merkmale
Die Sydney-Breitkopfotter ist eine kräftig gebaute Schlangenart von mittlerer Größe, maximal erreicht sie etwa 95 cm Gesamtlänge. Der Kopf ist breit, leicht abgeflacht und deutlich vom Hals abgesetzt. Die Augen sind mittelgroß und haben bei Lichteinfall runde Pupillen. Die dorsalen und lateralen Körperschuppen (Dorsalschilde) sind glatt und halbmatt. Die Bauchschuppen (Ventralschilde) sind leicht kantig und gekerbt, so dass sich auf jeder Körperseite ein Bauchkiel bildet. Rücken und Seiten des Körpers sind schwarz mit gelben Schuppen, die meist schmale und unregelmäßige Querbänder bilden. Unterseits ist die Art grau bis grauschwarz. Der Giftapparat besteht, wie für Giftnattern typisch, aus seitlich des Schädels befindlichen Giftdrüsen (spezialisierte Speicheldrüsen) und im vorderen Oberkiefer befindlichen, unbeweglichen Fangzähnen (proteroglyphe Zahnstellung).

## Verbreitung
Die Sydney-Breitkopfotter ist endemisch in Australien und hat ein verhältnismäßig kleines Verbreitungsgebiet, das sich über Abschnitte der Ostküste und Gebirge in New South Wales erstreckt. Dabei gibt es zwei isolierte Gebiete. In der Ausdehnung reicht das Areal von Sydney aus betrachtet circa 250 Kilometer südlich (Morton-Nationalpark) und 100 Kilometer nördlich (Wollemi-Nationalpark).
Besiedelte Habitate zeichnen sich durch Waldgebiete und Sandsteinfelsen als Strukturelemente aus, wobei Zwischenräume abblätternder Felsen als Verstecke genutzt werden. Lebensräume finden sich in Küstenhabitaten ebenso wie in gebirgigen Arealen, etwa auf Berggipfeln.

## Population
Die Sydney-Breitkopfotter wird in ihrem Bestand als gefährdet eingestuft. Anhaltender Rückgang von Fläche, Ausdehnung und Qualität des Lebensraums sind maßgebende Gefährdungsfaktoren. Innerhalb des Verbreitungsgebietes beschränken sich die bekannten Vorkommen weitgehend auf  Schutzgebiete und umfassen eine Fläche von etwa 700 Quadratkilometern. Es wurden Untersuchungen angestrengt, anhand von Museumsaufzeichnungen Fundorte der Sydney-Breitkopfotter zu identifizieren und vor Ort ihre Populationen zu untersuchen. Teilpopulationen wurden nur in 7 von 18 berücksichtigten Gebieten festgestellt, wobei teilweise nur wenige Nachweise erbracht werden konnten. Im Rahmen weiterer Studien zwischen 1998 und 2001 wurden 236 Areale mit geeigneten Lebensräumen in 10 Schutzgebieten untersucht. Dabei sind lediglich in 4 Schutzgebieten Nachweise gelungen, in drei von ihnen war die Sydney-Breitkopfotter die seltenste Reptilienart und es wurden nur ein oder zwei Exemplare vorgefunden. Im vierten Schutzgebiet, dem Royal-Nationalpark, wurden sechs Individuen gefunden; die Fundorte dort machten 33 Prozent der geeigneten Lebensräume im Royal-Nationalpark aus. Die Teilpopulation im Morton-Nationalpark wird auf eine Größe von weniger als 1000 Individuen geschätzt.

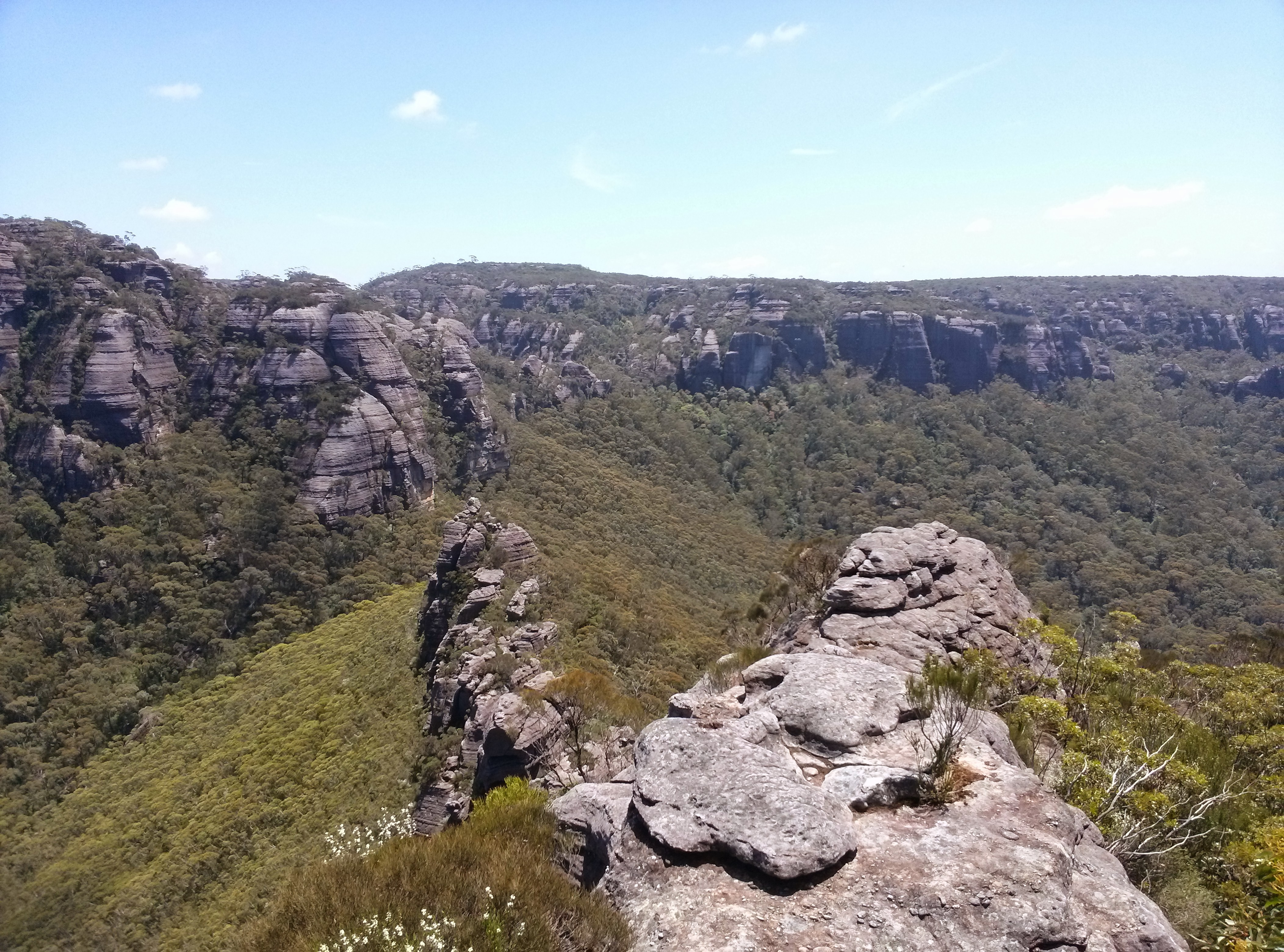
Morton-Nationalpark, Endrick, New South Wales

Es hat sich gezeigt, dass diese Art zwei genetisch divergierende Kladen umfasst, die unterschiedlichen Regionen nördlich und südlich von Wollongong entsprechen. Die Subpopulationen in der südlichen Klade weisen einen relativ hohen Genfluss auf, wobei einige Subpopulationen als Senkenpopulationen und andere als Quellenpopulationen zu fungieren scheinen. Die Art ist wahrscheinlich in der Lage, Standorte nach dem lokalen Aussterben wieder zu besiedeln, solange die Quell-Subpopulationen lebensfähig bleiben.
Die Sydney-Breitkopfotter hat einen starken historischen Rückgang hinsichtlich ihrer Populationen und Verbreitung erlitten. Aus dem 19. Jahrhundert liegen Berichte über Rückgänge aus der Sydney-Metropolregion vor, aus welcher die Art zuletzt verschwunden ist; die letzten Nachweise dort stammen aus den 1970er-Jahren. Die starken Rückgänge lassen sich teilweise nur erahnen, etwa durch die starke Abhängigkeit der noch vorhandenen Populationen von geschützten Biotopen. Die langfristige Überwachung zweier bestehender Teilpopulationen (Morton-Nationalpark und Royal-Nationalpark) deutet darauf hin, dass sie zumindest in den ersten beiden Dekaden des 21. Jahrhunderts relativ stabil geblieben sind.

## Ökologie und Gefährdung
Die Sydney-Breitkopfotter wurde als gefährdetste Schlangenart Australiens bezeichnet. Der Fortbestand der Populationen der Sydney-Breitkopfotter ist bedroht durch Veränderung des Lebensraums, das illegale Sammeln von Tieren für den Heimtierhandel und den Klimawandel. Möglicherweise spielt die Prädation durch eingeführte Katzen und Füchse eine Rolle, die Datenlage dazu ist jedoch mangelhaft und klare Hinweise auf eine solche Prädation liegen nicht vor. Die Entfernung von Felsen aus den Lebensräumen stellt eine doppelte Belastung der Art dar, da einerseits das Habitat der Schlange zerstört wird und andererseits die Geckoart Amalosia lesueurii, welche ein wichtiges Beutetier insbesondere juveniler Sydney-Breitkopfottern darstellt, ebenfalls auf Felsbiotope angewiesen ist. Das Sammeln von Steinen und Felsen für Gartendekorationen wurde als einer der wichtigsten Faktoren identifiziert, die den Lebensraum der Schlange verändern, da diese Mikrohabitatmerkmale sowohl für die Futtersuchstrategie der Sydney-Breitkopfotter (Ansitzjagd aus dem Hinterhalt) als auch für seine Beutetierarten entscheidend sind. Bereits geringfügige Störungen der Habitate können negative Auswirkungen auf die Bestände der Schlange haben. Dies umfasst das Manipulieren und Umdrehen von Steinen und Felsen, wodurch zuvor geeignete Biotopstrukturen zerstört werden oder unattraktiv werden können. Es kommt zu einer Verschlechterung des Lebensraums, da sich durch die Verschiebung von Steinen deren Schutz- und Wärmeeigenschaften ändern. Vor allem Hobby-Herpetologen sollten daher unbedingt von solchen Verhaltensweisen absehen.
Diskutiert wird zudem, dass der Wegfall traditioneller Brandrodungen durch Aborigines einen negativen Einfluss haben könnte. Bei zerstörerischen Waldbränden, wie sie stattdessen stattfinden, könnte es zu einer höheren Sterblichkeit der Tiere kommen, die sich in den Baumhöhlen aufhalten. Auch eine Verdichtung der Vegetation an Felsbiotopen könnte negative Auswirkungen auf das Mikroklima der Winterhabitate haben.
Diese Art ist in Anhang II des Washingtoner Artenschutzübereinkommens aufgeführt. Der New South Wales National Parks and Wildlife Service stuft die Sydney-Breitkopfotter in diesem Bundesstaat gemäß dem Threatened Species Conservation Act 1994 als gefährdet ein.

### Schutzmaßnahmen
Es ist forstwirtschaftlich zu gewährleisten, dass geeignete Habitatbäume in der Nähe von Felsbiotopen erhalten bleiben. Das Absperren von Feuerschneisen durch Tore scheint eine wirksame Maßnahme zu sein, um Vorkommen der Art vor Wilderei zu schützen. Die Sydney-Breitkopfotter kommt neben dem Morton-Nationalpark, Wollemi-Nationalpark und Royal-Nationalpark auch im Blue-Mountains-Nationalpark und Heathcote-Nationalpark vor. Umfangreiche Überwachungen der Populationen werden im Rahmen der Schutzbemühungen empfohlen. Hervorgehoben wird weiterhin, dass die Aufklärung von Besuchern der Nationalparks einen hohen Stellenwert einnimmt; so sollte explizit darauf verwiesen werden, dass die Störung von Felsbiotopen illegal ist und schädlichen Einfluss auf die zu schützende Fauna hat.

## Lebensweise
Die Sydney-Breitkopfotter ist vorwiegend nachtaktiv sowie bodenbewohnend und kletternd aktiv. Im Winter und Frühjahr hält sich die Art in Felsbiotopen auf. In den Sommermonaten bewegt sie sich von Felsen weg in offene Wälder, wo sie sich in Baumhöhlen versteckt. Zwischen den Sommer- und Winterhabitaten werden im Durchschnitt 780 Meter zurückgelegt, im Winter werden jedoch zumeist immer dieselben Quartiere bezogen. Große, tote Bäume mit vielen Ästen und Baumhöhlen werden als Unterschlupf bevorzugt. Bestimmte Baumarten werden augenscheinlich bevorzugt, darunter Eucalyptus punctata, Eucalyptus gummifera und Eucalyptus piperita. Syncarpia glomulifera wird dagegen gemieden. Die Art ist relativ standorttreu, Markierungs- und Wiederfangstudien zeigen, dass etwa 46 Prozent der Jungtiere später als subadulte Tiere außerhalb des Geburtsorts gefunden werden können.

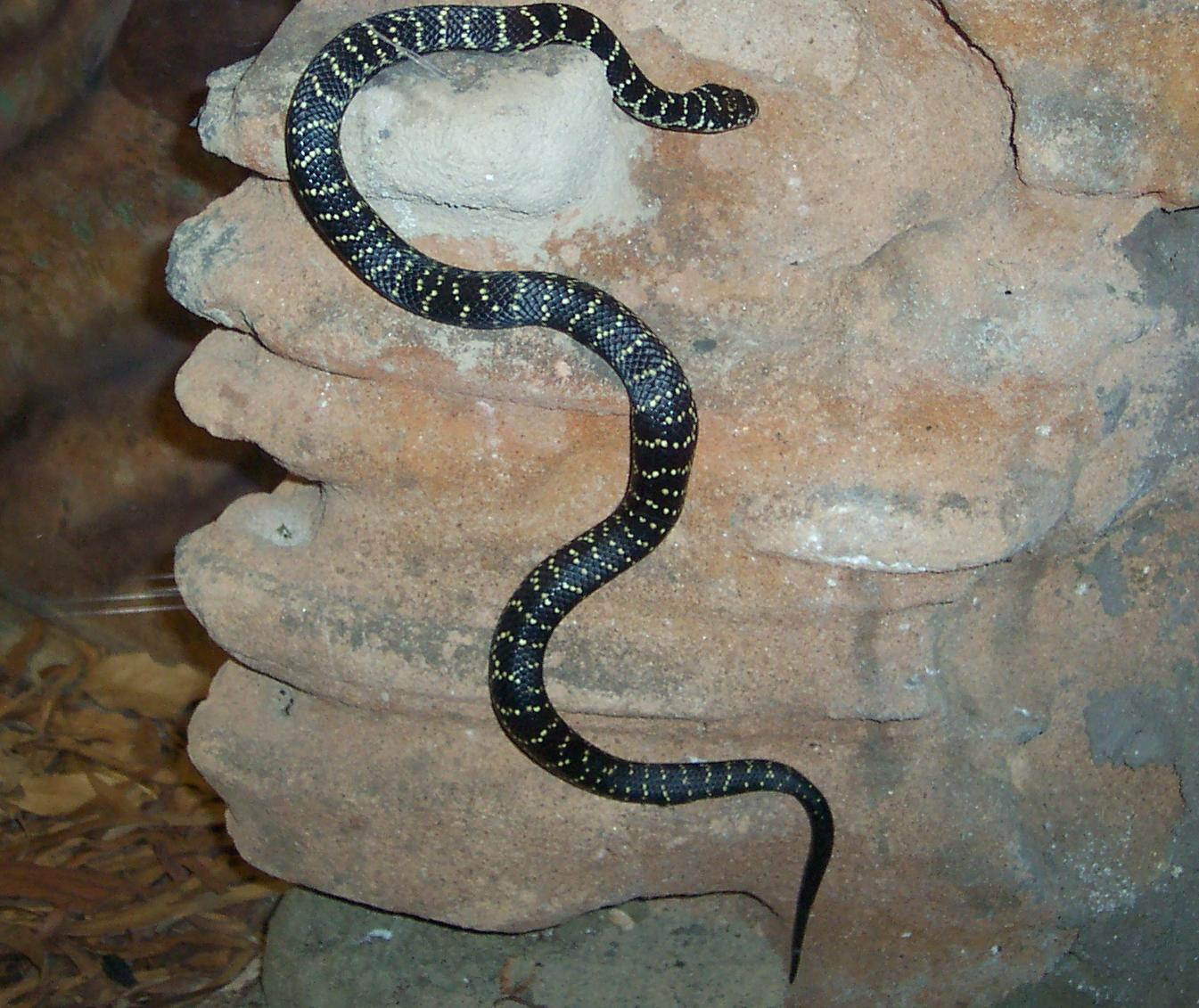
Hoplocephalus bungaroides in Gefangenschaft (Taronga Zoo, Sydney)

Die Paarung der Sydney-Breitkopfotter findet sowohl im Herbst als auch im Frühling statt. Die Fortpflanzung erfolgt, alle zwei bis vier Jahre, durch Ovoviviparie. Jungschlangen werden in den Sommermonaten geboren. Die Wurfgröße wird je nach Autor unterschiedlich angegeben, der Durchschnitt reicht von 3,48 bis 6 Jungschlangen, maximal werden 20 Jungschlangen angegeben. Die durchschnittliche Generationsdauer wird von Webb et al. (2002) auf der Grundlage von Untersuchungen an der Teilpopulation im Morton-Nationalpark mit 10,7 Jahren angegeben. Während die Sydney-Breitkopfotter in Gefangenschaft ein Alter von bis zu 25 Jahren erreichen kann, ist in freier Wildbahn von einer durchschnittlichen Lebenserwartung von etwa 6 Jahren auszugehen. Das Wachstum erfolgt bei dieser Art langsam, die Geschlechtsreife wird im Alter von sechs Jahren erreicht.
Die Sydney-Breitkopfotter ist ein Ansitzjäger und lauert auf potentielle Beutetiere. Zum Beutespektrum zählen kleine Eidechsen wie Geckos, insbesondere Jungschlangen ernähren sich zu über siebzig Prozent von Geckos. Amalosia lesueurii gilt als wichtigste Beuteart. Adulte Schlangen erbeuten darüber hinaus auch Froschlurche und Kleinsäuger.
Wird die Schlange in die Enge getrieben, legt sie unter Umständen ein aggressiveres Abwehrverhalten an den Tag. Vorderkörper und der Hals werden dabei in eine S-förmige Schleife gelegt, der Kopf wird abgeflacht und verbreitert und das Tier wendet sich dem Eindringling zu. Eine weitere Annäherung kann eine Abfolge kurzer und schneller Abwehrbisse provozieren.

## Taxonomie
Die wissenschaftliche Erstbeschreibung erfolgte durch den deutschen Herpetologen Hermann Schlegel im Jahr 1837 unter der Bezeichnung Naja bungaroides. Unterarten werden für die Sydney-Breitkopfotter nicht angegeben. Folgende Synonyme sind bekannt:
- Hoplocephalus bungaroides Wagler 1830 (nomen nudum)
- Naja bungaroides Schlegel 1837
- Elapocormus Bungaroïdes — Fitzinger 1843
- Alecto variegata Duméril, Bibron & Duméril 1854
- Alecto Bungaroïdes Duméril, Bibron & Duméril 1854
- Hoplocephalus bungaroides — Boulenger 1896; Cogger 1983; Welch 1994; Wilson & Swan 2010; Wallach et al. 2014; Mirtschin et al. 2017

Naja bungaroides Schlegel 1837 ist die Typusart der Gattung Hoplocephalus Wagler 1830. Wagler 1830 bezieht sich auf Cuvier, der die Bezeichnung Hoplocephalus wohl bereits früher verwendete.
Das Typusexemplar wurde von Joseph Paul Gaimard und Jean René Constant Quoy gesammelt und nachträglich durch Wells & Wellington (1985) aus der Serie von Typusexemplaren als Lectotypus bestimmt (MNHN-RA 7678). Als Typuslokalität wird Port Jackson, Sydney, angegeben. Als Syntypen werden MNHN-RA 7678 (Port Jackson) und MNHN-RA 7679 aufgeführt. Die Typuslokalität für MNHN-RA 7679 ist unklar, Duméril, Bibron & Duméril 1854 geben jedoch Nouvelle Hollande bzw. Australien an.

## Schlangengift
Die Art besitzt einen Giftapparat und setzt ihr Gift zur Beutejagd und zur Verteidigung ein. Bissunfälle mit dem Menschen sind als potentiell lebensbedrohlich zu betrachten. Bei einem Giftbiss können etwa 12 mg (Trockengewicht) Giftsekret abgegeben werden. In 20 bis 40 Prozent der Bissunfälle tritt eine Vergiftung auf. Das Toxingemisch der Sydney-Breitkopfotter enthält insbesondere Prokoagulantien, also Substanzen, die den Gerinnungsfaktor Prothrombin in seine aktive Form überführen. Dies führt zu einer Aktivierung der Blutgerinnung. Neurotoxische und myotoxische Bestandteile sind vermutlich im Gift der Art enthalten, spielen jedoch klinisch eine untergeordnete Rolle. Nach Giftbiss können lokal an der Bissstelle Schmerzen und Schwellungen auftreten, eine Nekrosebildung ist jedoch unwahrscheinlich. Neben unspezifischen Allgemeinsymptomen steht insbesondere die Gerinnungssymptomatik im Vordergrund. Durch Aufbrauch von Gerinnungsfaktoren kann sich eine Verbrauchskoagulopathie einstellen. Neben den Laborbefunden äußert sich diese unter Umständen durch Blutungen aus verschiedenen Körperöffnungen. Eventuell auftretende Schädigungen der Niere sind vermutlich ein sekundärer Effekt. Neben der symptomatischen Therapie ist die Gabe von Antivenin (CSL Tiger Snake AV) die wichtigste therapeutische Maßnahme, unter Umständen sind mehrere Dosen des Antiserums erforderlich.